# Брісінгамен

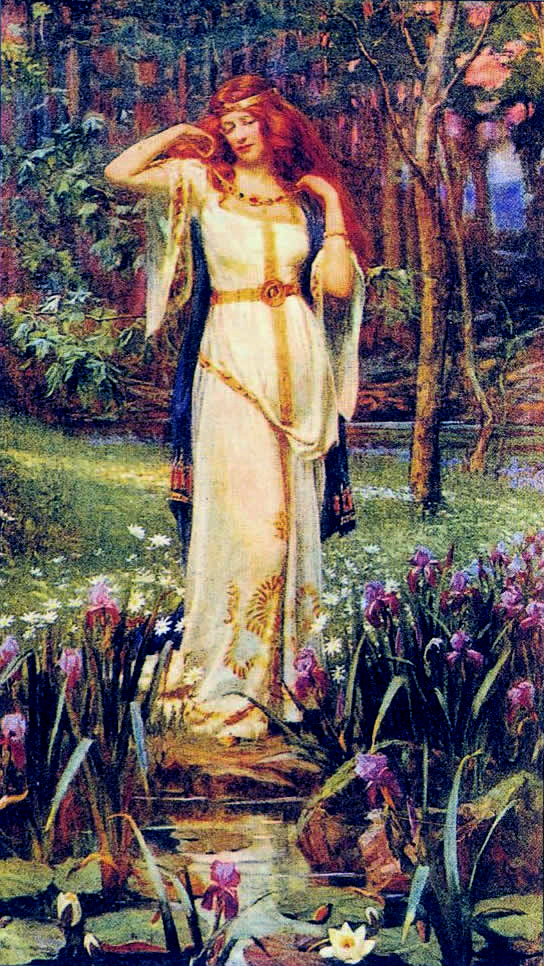
Фрейя та Брісінгамен

Брісінгамен (давньоскан. Brísingamen) — предмет з германо-скандинавської міфології. Його назва в перекладі означає «блискуче», «іскра». Це золоте намисто (за іншою версією — пояс), зроблене чотирма братами-гномами Брісінгами (Brisings), яких звали Альфрігг, Берлінг, Двалін та Грер (Alfrigg, Berling, Dvalin, Grer). Це намисто не має ніяких магічних властивостей, воно просто дуже гарне. За іншою версією, намисто робить ту, хто його носить, ще красивішою, але тоді не зрозуміло, навіщо воно було потрібне Фреї, яка й без того була найчарівнішою від усіх людей та богинь. (Щоправда, існує паралель із грецькою Афродітою: ця також мала чарівний пояс, котрий збільшував привабливість усякого, хто носив його).
Історія цього намиста, описана у «Вірній пряді» (Sottr þáttr, приб. 1400 рік), звучить так:
Фрея, будучи коханкою Одіна, гуляла лісом та знайшла печеру, де чотири вищезазначені гноми розглядали створене ними намисто. Локі таємно слідкував за Фреєю. Фрейя, побачивши це намисто, дуже захотіла його отримати, але гноми погодилися віддати його лише в разі, якщо Фрейя подарує кожному з них свою увагу. Фрейя так й зробила, й чотири ночі провела в печері, розділивши ложе з чотирма братами одразу. Гноми віддали їй намисто, й Фрейя повернулася в свій замок Фолькванг.
Локі розповів Одінові про вчинок Фрейї й той, розгніваний, почав вимагати в Локі викрасти намисто. Локі перетворився на блоху, заліз у Сессрумнір, поки Фрейя спала, й кусав її доти, доки вона не перевернулася так, аби Локі зміг зняти намисто Брісінгамен. Прокинувшися, Фрея виявила, що намисто зникло, й одразу здогадалась, що це був Локі, а оскільки Локі не зробив би цього сам, отже, й Одін замішаний у справі. Тож Фрейя вирушила до Одіна й, пам'ятаючи про те, що найкращий захист — це напад, сказала, що викрадення Брісінгамену — це не чесно, й почала вимагати його повернення. Одін, покартавши Фрейю за проституцію, пообіцяв їй повернути намисто, якщо вона почне війну між Гьогні, королем Норвегії, та Гедіном Гьяррандасоном через доньку Гьогні на ім'я Гільд.
У Фрейї не було вибору й вона почала цю війну. Події розвивалися таким чином: Гільд (Hild), принцесу Норвегії, було викрадено Гедіном Гьяррандасоном (Hedin Hjarrandason), поки її батько Гьогні (Högni) був у поході. Повернувшися з походу Гьогні почав переслідувати Гедіна й наздогнав його зі своєю донькою в Оркнеї (Orkney). Донька намагалась вмовити батька не воювати з її чоловіком; потім сам Гедін запропонував батькові своєї дружини все своє багатство, аби владнати справу миром, але Гьогні був сліпий та глухий до їх прохань (й ми знаємо, що Фрея в тому винна). Мовляв, «мій меч Даінслейф (Dainsleif) вже покинув піхви, й не повернеться до них, поки не спробує крові». Й була битва, й уночі Гільд магією повернула до життя вбитих в обох арміях, а зі світанком вони знову пішли у бій разом з живими. Й таке продовжувалося кожен день й кожну ніч: мертві кам'яніють на заході сонця, але оживають на світанкові й починають битися знову. Обидві армії було проклято й приречено битися до Рагнароку, кінця днів.
За цю війну Фрейя отримала намисто Брісінгамен назад.
За іншою версією, розказаній в «Пряді про Сьорлі, або Сазі про Гедіна та Гьогні» (Sörla þáttr eða Heðins saga ok Högna), коли Локі тікав зі Сессрумніра з Брісінгаменом, Геймдалль (Heimdall), охоронець Біфресту (Bifröst), «райдужного мосту» між світом людей та світом асів, побачив злодія, погнався за ним й зумів повернути намисто Фрейї.
За «Піснею про Трюма» (Thrymskvida), коли Тор пішов до велетнів повертати викрадений у нього молот, він мав би перевдягнутися у Фрею, аби потрапити до велетнів під видом нареченої велетня Трюма (Thrym). Аби надати своєму маскарадові правдоподібності, Тор позичив Брісінгамен у Фрейї.